# Spadochronowe Mistrzostwa Śląska 2011
Spadochronowe Mistrzostwa Śląska 2011 – odbyły się 29 maja 2011 na lotnisku Gliwice. Gospodarzem Mistrzostw był Aeroklub Gliwicki, a organizatorem Sekcja Spadochronowa Aeroklubu Gliwickiego. Patronat nad Mistrzostwami sprawował VII Oddział Związku Polskich Spadochroniarzy w Katowicach. Do dyspozycji skoczków był samolot An-2P SP-AOI. Skoki wykonywano z wysokości 1000 m i opóźnieniem 0–5 sekund. Podczas mistrzostw Jan Isielenis wykonał swój 1 000 skok ze spadochronem. Spadochronowym Mistrzom Śląska 2011 nagrody wręczał i składał gratulacje Prezes VII Oddziału ZPS w Katowicach Marian Brytan.

## Rozegrane kategorie
Mistrzostwa rozegrano w trzech kategoriach celności lądowania:
- Indywidualnie spadochronów klasycznych
- Indywidualnie spadochronów szybkich
- Indywidualnie spadochronów szkolnych
- Drużynowo spadochronów klasycznych.

## Kierownictwo Mistrzostw
- Sędzia Główny: Ryszard Koczorowski  Polska, Vladislaw Horak  Czechy
- Kierownik Sportowy Jan Isielenis  Polska.

Źródło:

## Medaliści
Medalistów Spadochronowych Mistrzostw Śląska 2011 podano za: Jan Isielenis, Archiwum Sekcji Spadochronowej Aeroklubu Gliwickiego, 2011. Brak numerów stron w książce
| Konkurencja           | Złoto                 | Srebro                | Brąz              |
| Spadochrony klasyczne | Irena Paczek–Krawczak | Stanisław Brewczyński | Robert Krawczak   |
| Spadochrony szybkie   | Mariusz Bieniek       | Piotr Kowal           | Jerzy Wojtas      |
| Spadochrony szkolne   | Marcin Willner        | Wojciech Kielar       | Rafał Duda        |
| Drużynowo             | Wawel Kraków          | Kraków–Gliwice        | Aeroklub Gliwicki |

## Wyniki
Wyniki Spadochronowych Mistrzostw Śląska 2011 podano za: Jan Isielenis, Archiwum Sekcji Spadochronowej Aeroklubu Gliwickiego, 2011. Brak numerów stron w książce
W Mistrzostwach brało udział 26 zawodników  Polska.

### Klasyfikacja indywidualna (celność lądowania – spadochronyklasyczne)
| Miejsce | Imię i nazwisko       | Nota łączna | Drużyna           |
| 1.      | Irena Paczek–Krawczak | 0,06 m      | Wawel Kraków      |
| 2.      | Stanisław Brewczyński | 0,21 m      | Kraków            |
| 3.      | Robert Krawczak       | 0,29 m      | Wawel Kraków      |
| 4.      | Jan Isielenis         | 0,59 m      | Aeroklub Gliwicki |
| 5.      | Ireneusz Gąciarz      | 1,57 m      | Wrocław           |
| 6.      | Krzysztof Gołda       | 3,07 m      | Jaworzno          |
| 7.      | Danuta Polewska       | 4,00 m      | Aeroklub Gliwicki |
| 8.      | Jerzy Botor           | 4,00 m      | Aeroklub Gliwicki |

### Klasyfikacja indywidualna (celność lądowania – spadochronyszybkie)
| Miejsce | Imię i nazwisko      | Nota łączna | Drużyna           |
| 1.      | Mariusz Bieniek      | 0,00 m      | Aeroklub Gliwicki |
| 2.      | Piotr Kowal          | 4,00 m      | Aeroklub Gliwicki |
| 3.      | Jerzy Wojtas         | 6,00 m      | Aeroklub Gliwicki |
| 4.      | Dominik Grajner      | 7,00 m      | Aeroklub Gliwicki |
| 5.      | Tomasz Wojciechowski | 7,00 m      | Aeroklub Gliwicki |
| 6.      | Danuta Polewska      | 8,00 m      | Aeroklub Gliwicki |
| 7.      | Krzysztof Koening    | 10,00 m     | Aeroklub Gliwicki |
| 8.      | Bartłomiej Ryś       | 13,00 m     | Aeroklub Gliwicki |

### Klasyfikacja indywidualna (celność lądowania – spadochronyszkolne)

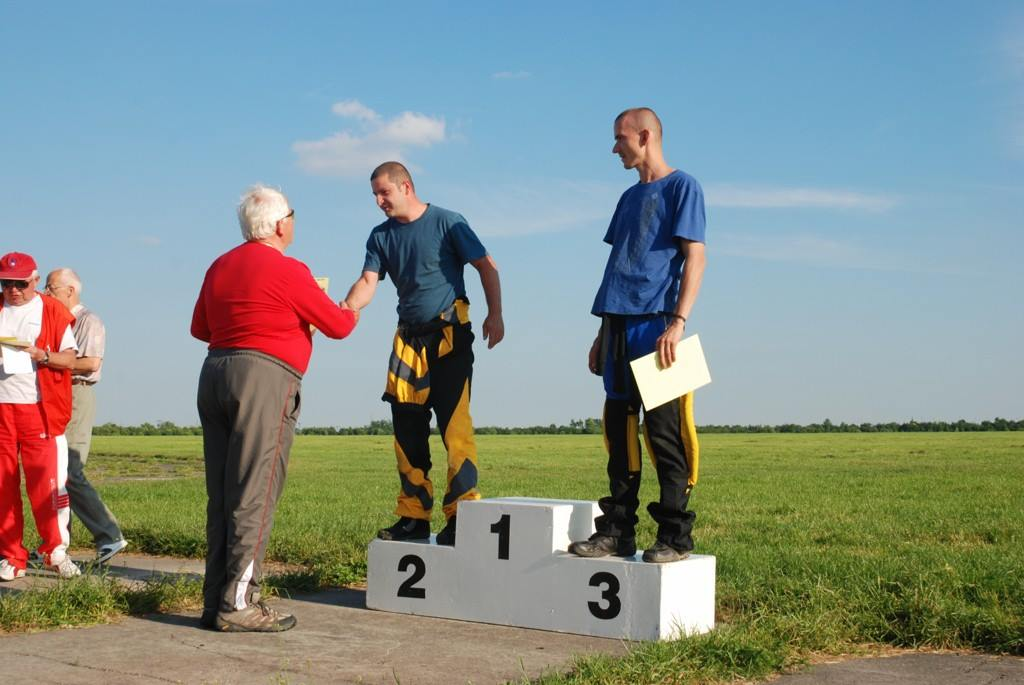
Wręczanie nagród – spadochrony szkolne

| Miejsce | Imię i nazwisko      | Nota łączna | Drużyna           |
| 1.      | Marcin Willner       | 4,00 m      | Aeroklub Gliwicki |
| 2.      | Wojciech Kielar      | 21,00 m     | Aeroklub Gliwicki |
| 3.      | Rafał Duda           | 39,00 m     | Aeroklub Gliwicki |
| 4.      | Włodzimierz Karsznia | 54,00 m     | Aeroklub Gliwicki |
| 5.      | Franciszek Kierat    | 64,00 m     | Aeroklub Gliwicki |
| 6.      | Jacek Laszkiewicz    | 76,00 m     | Aeroklub Gliwicki |
| 7.      | Lucjan Lipok         | 78,00 m     | Aeroklub Gliwicki |
| 8.      | Leszek Tomanek       | 104,00 m    | Aeroklub Gliwicki |
| 9.      | Michał Tabor         | 228,00 m    | Aeroklub Gliwicki |
| 10.     | Jacek Bujny          | 400,00 m    | Aeroklub Gliwicki |

### Klasyfikacja drużynowa (celność lądowania – spadochronyklasyczne)
| Miejsce | Drużyna           | Zawodnicy             | Wynik drużyny |
| ------- | ----------------- | --------------------- | ------------- |
| 1.      | Wawel Kraków      | Irena Paczek–Krawczak | 0,35 m        |
| 1.      | Wawel Kraków      | Robert Krawczak       | 0,35 m        |
| 2.      | Kraków–Gliwice    | Stanisław Brewczyński | 4,21 m        |
| 2.      | Kraków–Gliwice    | Danuta Polewska       | 4,21 m        |
| 3.      | Aeroklub Gliwicki | Jerzy Botor           | 4,59 m        |
| 3.      | Aeroklub Gliwicki | Jan Isielenis         | 4,59 m        |
| 4.      | Wrocław–Jaworzno  | Ireneusz Gąciarz      | 4,64 m        |
| 4.      | Wrocław–Jaworzno  | Krzysztof Gołda       | 4,64 m        |